# Berta Persson
Berta Persson, född den 11 augusti 1893, död 1961, var en svensk busschaufför. Hon var känd som Buss-Berta och körde busslinjen Kappelshamn–Visby mellan 1927 och 1934.
Perssons far var snickare på Gotland. Som vuxen arbetade Persson som piga på en gård, där hon senare gifte sig med sin arbetsgivares son, Wilhelm. Paret köpte busslinjen Kappelshamn–Visby, som även innefattade lastbils- och taxitrafik, år 1925. Berta Persson stötte på motstånd från besiktningsmannen då hon skulle ta körkort och underkändes två gånger på grund av sitt kön. Tredje gången tog hon med sig flera manliga busschaufförer – som passagerare. Besiktningsmannen var då tvungen att godkänna henne. På Gotland blev hon välkänd som "Buss-Berta".